# Corrado Confalonieri
Corrado Confalonieri (Calendasco, 1290 – Noto, 19 febbraio 1351) fu un penitente, terziario francescano e pellegrino, condusse una vita anacoretica, da eremita; è venerato come santo dalla Chiesa cattolica, che ne celebra la memoria liturgica il 19 febbraio.

## Biografia
Corrado nacque a Calendasco nel 1290. Discendeva dalla nobile casata dei Confalonieri che, oltre ad abitare in Piacenza, avevano vasti feudi assegnati loro quale privilegio, per essere una famiglia guelfa fedele alla Chiesa discendente dagli Obertenghi.
Nei dintorni del paese, in una zona fitta di boscaglie (la tradizione parla di Case Bruciate, vicino a Carpaneto Piacentino - anche se recenti studi indicano una nuova località sita tra San Nicolò, frazione di Rottofreno, e Calendasco - e questa vasta area agricola di circa 200 pertiche piacentine è chiamata col nome di 'La Bruciata'), Corrado si trovava a caccia con una compagnia di amici e familiari.
Quel giorno la caccia non diede buon esito e Corrado ordinò di appiccare il fuoco alle sterpaglie per stanare la cacciagione ma, complice il forte vento, il fuoco in un attimo bruciò tutto ciò che incontrava, tra cui boschi, case e capanne.
Spaventati e impotenti di fronte a questo evento, Corrado e i suoi scappano verso casa, decisi a non far trapelare la verità.
Non appena la notizia si propagò in città, si credette che l'incendio fosse stato appiccato dai Guelfi per colpire l'attuale governanza ghibellina e subito si scatenò la caccia al responsabile, che venne individuato in un povero contadino. La notizia della condanna colpì l'animo di Corrado, che non riusciva a darsi pace per quello che era successo a causa sua. Non esitò quindi ad interrompere il corteo punitivo e a chiedere udienza al Signore di Piacenza, al quale dichiarò la propria colpevolezza, subendo la pesantissima pena della confisca di tutti i terreni per risarcire il danno fatto (in quanto nobile, evitò le punizioni corporali).

### Conversione
Questo evento segnò profondamente la vita di Corrado, che negli anni successivi si avvicinò sempre più alla fede: vestì infatti l'abito penitenziale francescano ritirandosi nell'eremo nei pressi di Calendasco (detto del "gorgolare" da uno storico siculo), guidato da frate Aristide. Essendo infatti l'hospitale di questi fraticelli sulle terre presso il suo feudo calendaschese, egli ben conosceva il loro esemplare modo di vita, affidato tutto alle sole parole del Vangelo.
Fu così che Corrado e la moglie Giovannina decisero di votarsi alla religione: lui francescano terziario, lei clarissa. Nel progredire nel suo stato religioso ebbe modo di riflettere sulla sua scelta, fino a prendere la decisione di lasciare Piacenza e tutte le cose materiali per dedicarsi alla propria anima e alle cose eterne: così che, intorno al 1315, lasciò la città.

### La vita in Sicilia

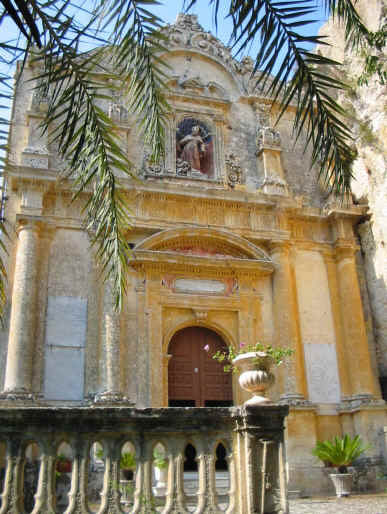
Facciata del Santuario di Noto, nella Valle dei Pizzoni, di San Corrado con annessa la grotta del "Santo"

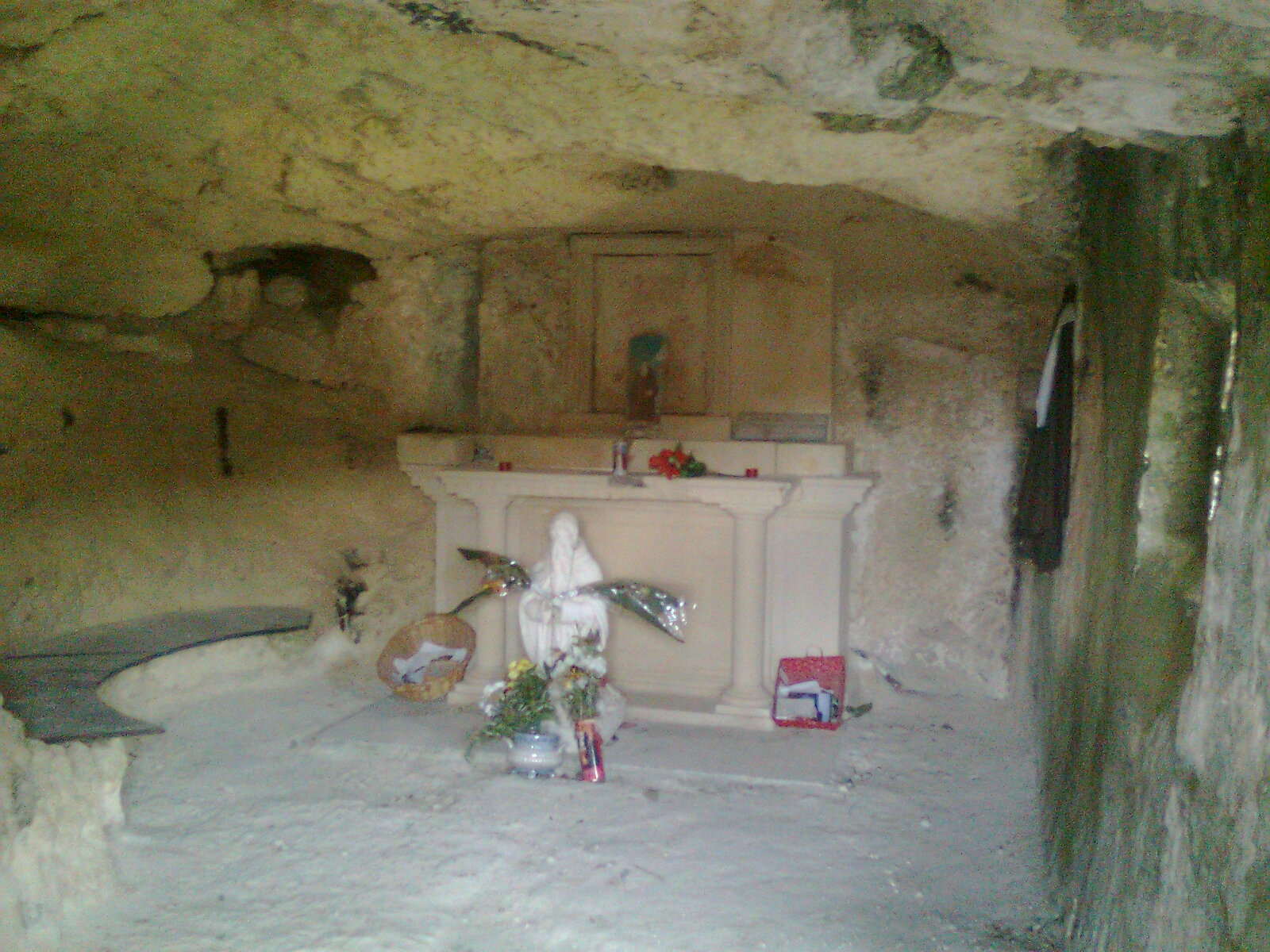
Interno della grotta dove San Corrado si ritirava per pregare e dormire

Nel suo lungo peregrinare, eremita itinerante secondo la tradizione francescana, Corrado attraversò l'Italia verso sud, pregando sulle tombe degli Apostoli a Roma, finché non giunse nella sua meta definitiva, Noto, intorno al 1340. Qui legò una stretta amicizia con Guglielmo Buccheri, già scudiero di Federico II d'Aragona, che le vicende della vita portarono a fare una scelta d'eremitaggio simile a Corrado. Buccheri ospitò Corrado nelle cosiddette Celle, un quartiere isolato nei pressi della Chiesa del Crocifisso. Corrado vi rimase per circa due anni, ma, quando il suo eremitaggio fu compromesso dalle sempre più numerose genti che gli chiedevano preghiere e consigli, ricominciò le sue peregrinazioni.
Corrado si trasferì in zone remote e desertiche, il suo unico pensiero era avvicinarsi a Dio. La sua era una vita ascetica al pari dei grandi Padri del deserto.

### Miracoli attribuiti
Vengono attribuiti a San Corrado alcuni miracoli.
- Durante una delle sue visite a Noto, Corrado incontrò un suo vecchio conoscente, il nobile Antonio Sessa di Daverio, il quale soffriva da tempo di ernia. Alla vista dell'amico dolorante, Corrado ne ebbe compassione e, dopo aver pregato per lui, questi immediatamente guarì dai suoi dolori.
- Un altro avvenimento miracoloso è la guarigione del figlioletto di un amico sarto, che soffriva anch'egli di un'ernia assai sviluppata.
- Il più famoso rimane il cosiddetto miracolo dei Pani, che Corrado avrebbe compiuto durante la terribile carestia che colpì la Sicilia negli anni 1348-1349, causata dalla peste nera che imperversava. Secondo la leggenda, in quel periodo chiunque si rivolgesse a Corrado non tornava a casa senza un pane caldo, impastato direttamente dalle mani degli Angeli.

### Gli ultimi giorni

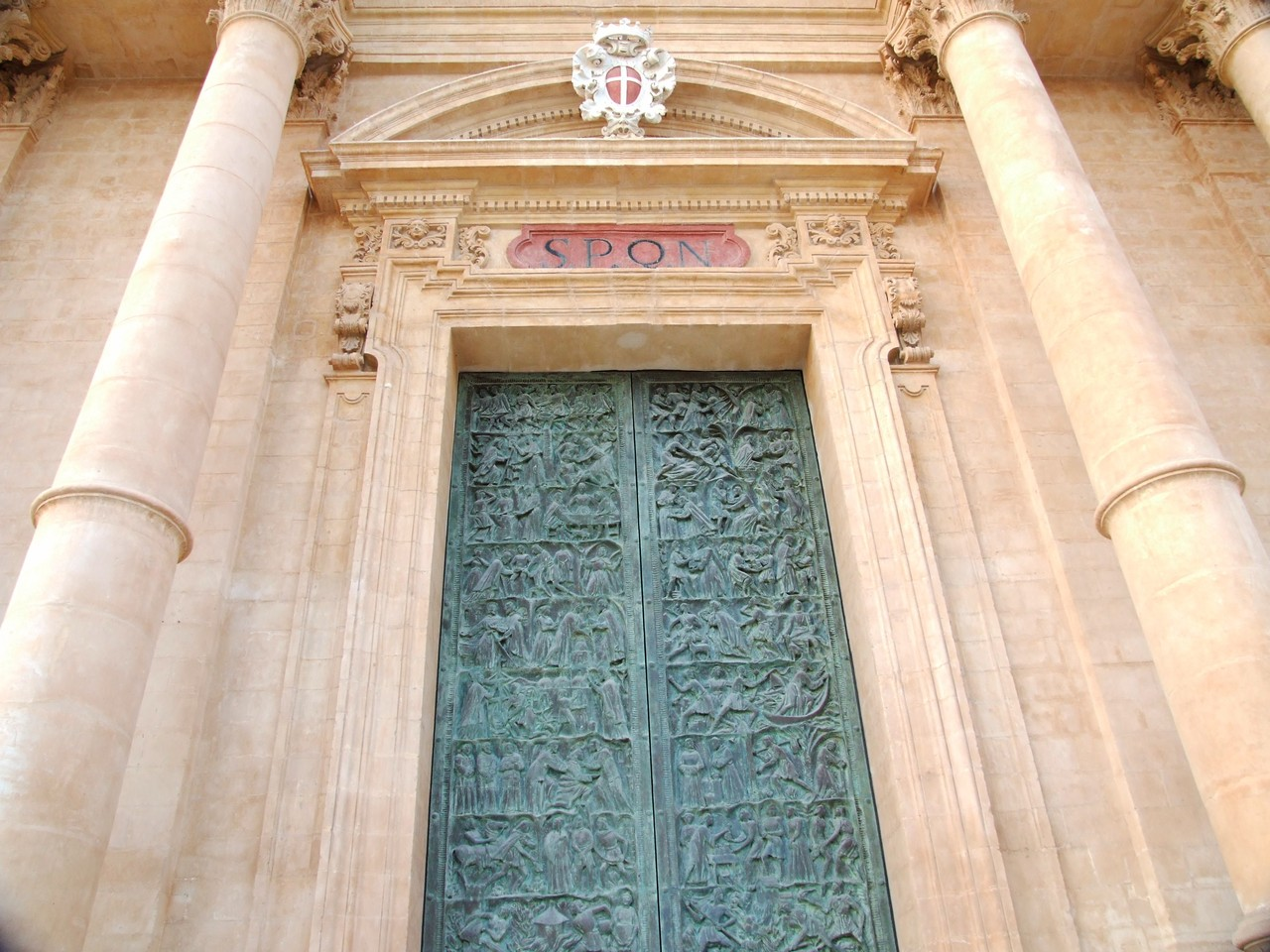
Portone in bronzo del Duomo di Noto con scene di vita di S. Corrado Confalonieri, opera di Giuseppe Pirrone (1982)

Corrado morì nella sua grotta il 19 febbraio 1351, con al suo fianco il confessore. Il racconto narra di un trapasso avvenuto in ginocchio e in preghiera con gli occhi al cielo, posizione mantenuta anche dopo il trapasso, mentre una luce avvolgeva la Grotta dei Pizzoni.
Venne seppellito nella Chiesa di San Nicolò a Noto, secondo le sue volontà. In seguito il corpo venne traslato nella Cattedrale di Noto, dove è venerato da parecchi secoli.

## Culto

### Beatificazione

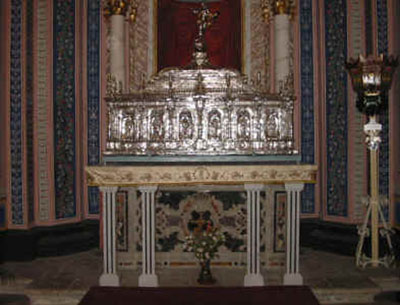
L'urna d'argento in Noto nella quale si conserva il venerato corpo di San Corrado

L'iter relativo alla beatificazione di Corrado Confalonieri di Piacenza è assai ricco di sviluppi. Già subito dopo la morte si avviarono le procedure, per le quali il vescovo locale poteva procedere all'elevazione agli altari di una persona vissuta in virtù eroiche, testimoniate, oltre che dalla vita stessa,⁹ anche da persone viventi che lo avevano conosciuto.
Lo stesso vescovo di Siracusa (sotto la cui cura ricadeva all'epoca anche la città di Noto), aveva assistito personalmente al miracolo dei pani compiuto da Corrado: il vescovo accertò di persona che egli viveva in una grotta nelle montagne netine senza nulla di ciò che serve alla vita comune, eppure Corrado porse al vescovo del pane caldo e fragrante, meravigliando lo stesso che ne riportò fedele memoria.
Subito dopo la morte dell'eremita si diede inizio alla causa. Sospesa poi per cause legate ad eventi politici e civili, riprese nel 1400, ancora nel 1500 e si concluse positivamente. Fu beatificato da papa Leone X nel 1515.
Papa Urbano VIII concesse Ufficio e Messa propria agli Ordini Francescani il 12 settembre 1625, mentre a Piacenza il 2 giugno 1625, con decreto del cardinale Odoardo Farnese, si pose giorno di festa feriale obbligatoria il 19 febbraio con solenne pontificale in Cattedrale. Intanto nel 1612 nella cattedrale piacentina si era eretta una sontuosa cappella affrescata; nel 1617 si eresse una cappella con altare in Calendasco, in quanto il vescovo di Piacenza, dopo attente indagini, aveva scoperto che il santo era nato in quel piccolo borgo.

### Celebrazioni

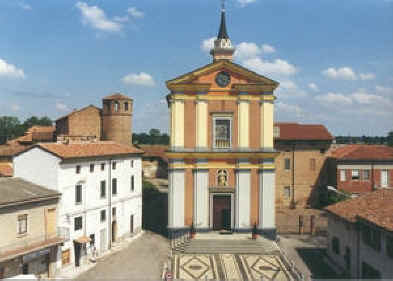
Facciata della chiesa di Calendasco. Sullo sfondo di fianco il castello ove nacque San Corrado nel 1290

Fra le numerose celebrazioni dedicate al beato, da segnalare il 19 febbraio presso la parrocchia di San Corrado Confalonieri a Piacenza la cerimonia di incontro tra i fedeli della comunità piacentina e netina, con l'arrivo nella città emiliana di numerosi fedeli di Noto e dei netini residenti in nord Italia, per una celebrazione ricca di significati e di fratellanza.

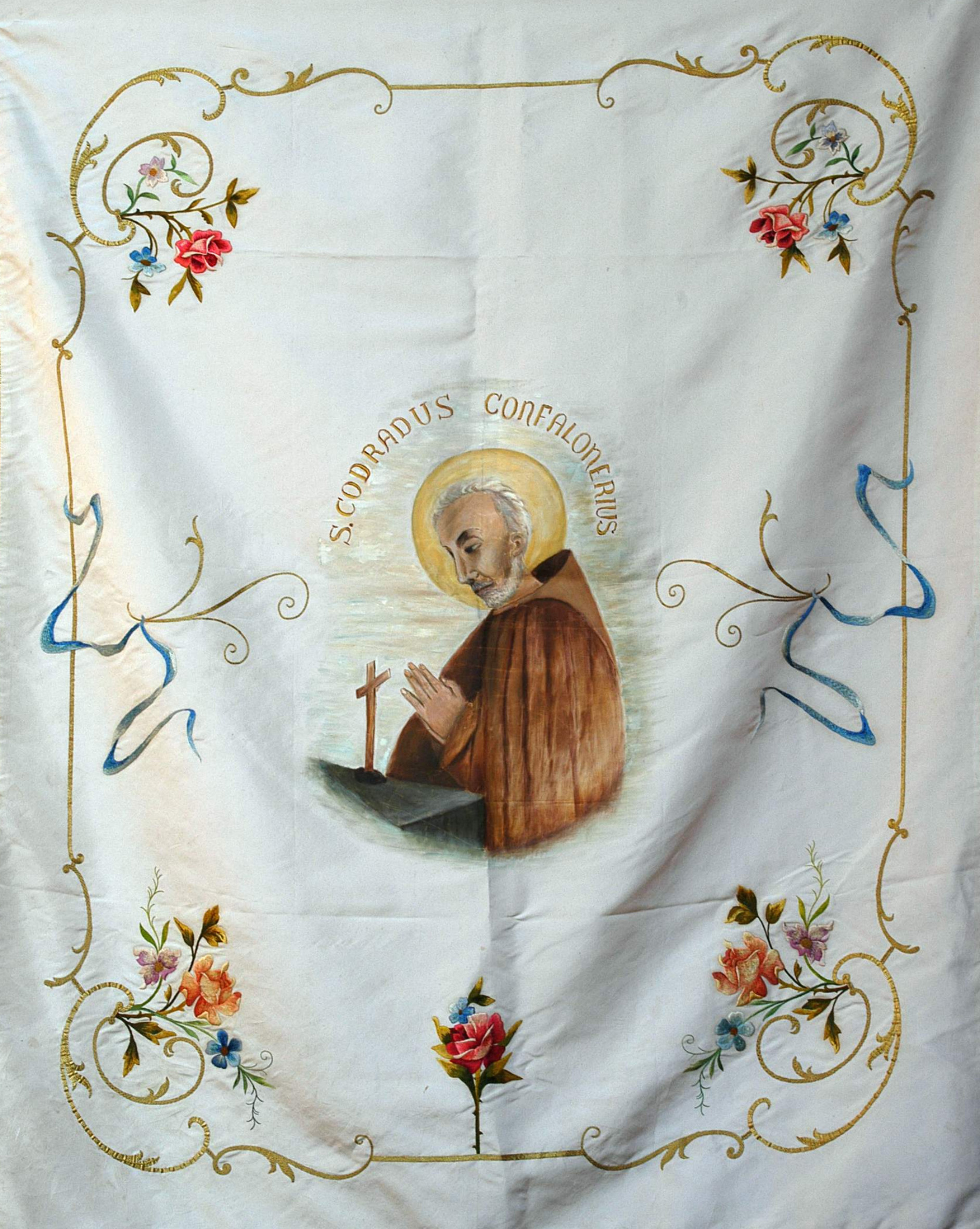
Stendardo della Compagnia di San Corrado di Calendasco del tardo Settecento che si conserva nella Chiesa parrocchiale

Il santo è patrono di Calendasco dal 1617. Nella chiesa parrocchiale (dedicata a Maria Assunta), si trova un dipinto di autore ignoto dei primi del XVII secolo, che lo raffigura con l'abito francescano durante la sua conversione nell'eremo denominato "gorgolare"; vi si conserva anche la reliquia del pollice della sua mano sinistra. La chiesa è ricca anche di una grande pala del 1750 circa, che raffigura anch'essa il patrono del paese. Nel 1907 e nel 1927 dai vescovi di Noto vennero donate due reliquie insigni, da porre alla venerazione dei fedeli di Calendasco.
Negli antichi registri, conservati nella chiesa, è annotata l'attività della Compagnia di san Corrado, che durò quattro secoli: vi aderivano gli abitanti di questo luogo, con l'obbligo di versare un piccolo obolo annuale e di avere una propria 'cappa' bianca per distinzione.
A Piacenza si venera il beato nella chiesa parrocchiale che porta appunto il suo nome; anche a Celleri di Carpaneto egli viene onorato, in quanto nella campagna si erge la Torre Confalonieri, una cascina fortificata che fu proprietà della nobile casata.
A Noto il patrono viene ricordato con processioni svolte due volte l'anno (quattro considerando le ottave), il 19 di febbraio e nell'ultima domenica di agosto. Dal 1485 il corpo del santo eremita a Noto viene conservato in una magnifica urna argentea. In agosto sono celebrati l'arrivo del santo e la prima processione, avvenuta proprio in quell'occasione.
Da segnalare sono i Convegni Nazionali di Studi in onore del santo, tenuti a Piacenza e a Noto. Importante e basilare quello di Noto del 1990, nel VII centenario della nascita; ricchi di inedite ricerche storiche le relazioni dei Convegni Internazionali di studi corradiani di Piacenza, giunti nel 2007 alla quinta edizione.

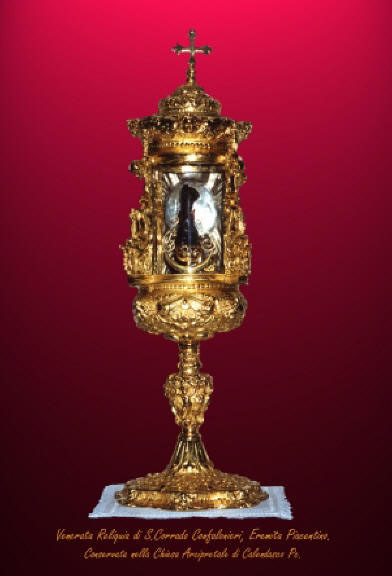
Reliquia di San Corrado conservata in Calendasco, di cui è patrono da quattro secoli

Nella Valle circondante Noto si trova l'eremo di San Corrado, che ingloba la nuda grotta rocciosa ove visse in preghiera e contemplazione. Nell'eremo del santo è anche un bel museo dove, per le grazie ricevute, sono esposti gli ex voto, tra i quali arti artificiali, testimonianze concrete delle continue grazie che i devoti ricevono per intercessione di san Corrado.

## Nella letteratura
Le travagliate vicende della vita di san Corrado hanno toccato il cuore del suo omonimo, ultimo discendente Corrado Confalonieri Occhipinti, che nel romanzo storico La moglie del Santo ha ricostruito le sorprendenti tappe di questa storia d'amore carnale e spirituale tra Corrado e la moglie Eufrosina Vistarini coniugando la precisione cronachistica con l'affettuosa commozione.